# Cola letouzeyana
Cola letouzeyana är en malvaväxtart som beskrevs av B.-a. Nkongmeneck. Cola letouzeyana ingår i släktet Cola och familjen malvaväxter. Inga underarter finns listade i Catalogue of Life.